# ワンダフル キューピット/がらすの・魔法・
「ワンダフル キューピット/がらすの・魔法・」（ワンダフル キューピット/がらすの・まほう・）は、日本の男性アイドルグループ・NYCの4枚目のシングル。2012年1月4日にジャニーズ・エンタテイメントから発売された。

## 概要
両A面シングル。初回盤と通常盤の2形態で発売。初回盤には表題曲のオリジナル・カラオケが収録され、DVD及びMusic Clipは付属されない。
「ワンダフル キューピット」は本来のNYCの曲だが、「がらすの・魔法・」は中山優馬のソロ曲。
中山優馬参加の握手会が予定されていたが中止になり特典の握手会参加券はNYC/中山優馬フォトカードA（2枚セット）に変更された。

## 収録曲

### 通常盤
1. ワンダフル キューピット [3:09]
作詞：矢吹香那、作曲：Shusui、編曲：SHIKI
  - 日本テレビ『スッキリ!!』1月度エンディングテーマ
2. がらすの・魔法・[4:06] - 中山優馬
作詞：六ツ見純代、作曲・編曲：増田武史
3. Jungle Life [3:40]
作詞：松井五郎、作曲：Mathias KallenBerger・Anders Berlin、編曲：y@suo ohtani

### 初回限定盤
1. ワンダフル キューピット
2. がらすの・魔法・
3. ワンダフル キューピット（オリジナル・カラオケ）
4. がらすの・魔法・（オリジナル・カラオケ）